# Апостол (Даніїлідіс)
Апостол Даніїлідіс (грец. Μητροπολίτης Ἀπόστολος Δανιηλίδης; 28 грудня 1952, Галата, Стамбул  — єпископКонстантинопольської православної церкви, старець-митрополит Деркський, іпертим і екзарх Босфора Фракійського і Кіанії.

## Біографія
Початкову освіту здобув у міській школі району Галата, продовжив навчання в Зографійской гімназії, а після закінчення ліцею Халкінської семінарії був прийнятий в якості стипендіата Константинопольського Патріархату на Богословський факультет Університету Аристотеля в Салоніках.
30 грудня 1973 року, під час навчань на богословському факультеті, висвячений в сан диякона.
Отримав диплом про вищу освіту в 1975 році, поступивши в аспірантуру, де захистив магістерську дисертацію.
У січні 1976 року прийнятий на службу в Константинопольську Патріархію в якості диякона і секретаря Першої патріаршої канцелярії.
У 1982 і 1986 роках виїжджав за кордон для вивчення італійської та англійської мов.
У 1984 і 1987 роках за пропозицією Патріарха Константинопольського Димитрія призначений діловодом і помічником секретаря Священного Синоду Константинопольського Патріархату. Супроводжував Патріарха Димитрія у багатьох офіційних поїздках за кордон, а також був у складі офіційних делегацій Константинопольської православної церкви.
1 листопада 1995 року рішенням Священного Синоду Константинопольського Патріархату одноголосно обраний титулярним митрополитом Агафонікійським.
21 листопада 1995 був висвячений в сан пресвітера і в той же день Патріархом Варфоломієм призначений настоятелем патріаршого і ставропігійного монастиря Святої Трійці на острові Халкі.
26 листопада того ж року в Патріаршому храмі святого Георгія відбулася його архієрейська хіротонія.
4 вересня 2000 року внесений до числа діючих ієрархів з титулом митрополита Мосхонісійського.
22 жовтня 2001 року митрополиту Мосхонісійському доручено піклування про скит святителя Спиридона на Халкі.
29 серпня 2011 року був обраний старцем-митрополитом Деркійським зі звільненням з посади настоятеля монастиря Святої Трійці на острові Халкі.
Автор багатьох статей, досліджень та інших праць.